# Podlug (Benkovac)
Podlug falu Horvátországban Zára megyében. Közigazgatásilag Benkovachoz tartozik.

## Fekvése
Zárától légvonalban 32, közúton 44 km-re délkeletre, községközpontjától légvonalban 3, közúton 5 km-re délre Dalmácia északi részén, Ravni kotar síkságán, a Zágráb-Split autópálya mellett, a benkovaci kijárat közelében fekszik.

## Története
A 14. században a Jamometek voltak ennek a területnek a birtokosai. A Jamometek vagy Jamometićek egyike volt annak a tizenkét horvát nemzetségnek, amelyek 1102-ben Biogradban részt vettek Kálmán magyar király horvát királlyá koronázásán és hűségükért a királytól birtokadományokban részesültek. A nemzetség 1481 körül Zára környékén tűnik el a történeti forrásokból. A falu középkorban „Podlužje”, „Podluxie” alakban szerepel a történeti forrásokban. Területe a 15. századtól velencei uralom alá került. 1527-ben a környező településekkel együtt elfoglalta a török. A török uralom 1683-ig tartott, amikor hosszú felszabadító harcok után a megszállókat elűzték. Ezzel párhuzamosan új népesség költözött be az üresen hagyott területre, melynek egy része katolikus horvát, más része pravoszláv (tulajdonképpen szerb) volt, akiket a korabeli velencei források vlachoknak, illetve morlakoknak neveznek. Ekkor építették fel a Szentlélek tiszteletére szentelt katolikus templomát. 1797-ig a Velencei Köztársaság része volt. Miután a francia seregek felszámolták a Velencei Köztársaságot és a campo formiói béke értelmében osztrák csapatok szállták meg. 1806-ban a pozsonyi béke alapján az Első Francia Császárság Illír Tartományának része lett. 1815-ben a bécsi kongresszus újra Ausztriának adta, amely a Dalmát Királyság részeként Zárából igazgatta 1918-ig. A településnek 1857-ben 172, 1910-ben 274 lakosa volt. Az első világháború után előbb a Szerb-Horvát-Szlovén Királyság, majd Jugoszlávia része lett. A második világháború idején 1941-ben a szomszédos településekkel együtt Olaszország fennhatósága alá került. Az 1943. szeptemberi olasz kapituláció után visszatért Horvátországhoz, majd újra Jugoszlávia része lett. 1991-ben lakosságának 83 százaléka horvát, 17 százaléka szerb nemzetiségű volt. 1991 szeptemberében szerb lakói csatlakoztak a Krajinai Szerb Köztársasághoz és a település szerb megszállás alá került. Római katolikus templomát a szerbek lerombolták. 1995 augusztusában a Vihar hadművelet során foglalta vissza a horvát hadsereg. Szerb lakossága elmenekült és azóta is csak nagyon kevesen tértek vissza. A településnek 2011-ben 177 lakosa volt, akik főként mezőgazdasággal és állattartással foglalkoztak.

## Lakosság
| Lakosság változása | Lakosság változása | Lakosság változása | Lakosság változása | Lakosság változása | Lakosság változása | Lakosság változása | Lakosság változása | Lakosság változása | Lakosság változása | Lakosság változása | Lakosság változása | Lakosság változása | Lakosság változása | Lakosság változása | Lakosság változása |
| ------------------ | ------------------ | ------------------ | ------------------ | ------------------ | ------------------ | ------------------ | ------------------ | ------------------ | ------------------ | ------------------ | ------------------ | ------------------ | ------------------ | ------------------ | ------------------ |
| 1857               | 1869               | 1880               | 1890               | 1900               | 1910               | 1921               | 1931               | 1948               | 1953               | 1961               | 1971               | 1981               | 1991               | 2001               | 2011               |
| 172                | 0                  | 165                | 178                | 204                | 274                | 287                | 347                | 416                | 435                | 439                | 414                | 343                | 340                | 227                | 177                |

## Nevezetességei
A Szentlélek tiszteletére szentelt temploma a török kiűzése után épült. 1991-ben a délszláv háború során a szerbek lerombolták. A háború után újjáépítették és 2001-ben szentelték újra. Hívei a perušići Nagyboldogasszony plébániához tartoznak.